# International Swimming Hall of Fame/Förderer
In der folgenden Liste werden die 61 Förderer des Schwimmsports, die seit 1965 in die International Swimming Hall of Fame aufgenommen wurden, aufgeführt. Um als Förderer aufgenommen werden zu können, muss man mindestens 20 Jahre im Schwimmsport tätig gewesen sein und einen signifikanten internationalen Einfluss auf den Schwimmsport gehabt haben.
| Name                    | Nation          | Aufnahme- Jahr | Anmerkungen |
| ----------------------- | --------------- | -------------- | ----------- |
| Ransom Arthur           | USA             | 1990           |             |
| Carl Bauer              | USA             | 1967           |             |
| Dawn Bean               | USA             | 1996           |             |
| Thomas Blake            | USA             | 1992           |             |
| Paul Boyton             | USA             | 1993           |             |
| James Cameron           | Verein. Königr. | 2003           |             |
| Cavill Family           | Australien      | 1970           |             |
| Cecil Colwin            | Südafrika       | 1993           |             |
| George Corsan           | Kanada          | 1971           |             |
| Frank Cotton            | Australien      | 1989           |             |
| Jacques Cousteau        |                 |                |             |
| Bertram Cummins         | Verein. Königr. | 1974           |             |
| Thomas Cureton          | USA             | 1980           |             |
| William Dawson          | USA             | 1986           |             |
| Thea de Wit             | Niederlande     | 2005           |             |
| Leo Donath              | Ungarn          | 1988           |             |
| Émile Drigny            |                 |                |             |
| Charlotte Epstein       | USA             | 1974           |             |
| Harold Fern             | Verein. Königr. | 1974           |             |
| Gerald Forsberg         | Verein. Königr. | 1998           |             |
| Benjamin Franklin       | USA             | 1968           |             |
| Ellen Fullard-Leo       | USA             | 1974           |             |
| Tom Gompf               | USA             | 2002           |             |
| Jamison Handy           | USA             | 1965           |             |
| George Hearn            | Verein. Königr. | 1986           |             |
| Bob Helmick             | USA             | 2007           |             |
| Harold Henning          | USA             | 1979           |             |
| William Henry           | Verein. Königr. | 1974           |             |
| Robert Hoffman          | USA             | 2001           |             |
| Virginia Hunt           | USA             | 1993           |             |
| Beth Kaufman            | USA             | 1967           |             |
| Annette Kellerman       | Australien      | 1974           |             |
| Edward Kennedy          | USA             | 1966           |             |
| June Krauser            | USA             | 1994           |             |
| Mustapha Larfaoui       | Algerien        | 1998           |             |
| Bill Lippman            | USA             | 1995           |             |
| Wilbert Longfellow      | USA             | 1965           |             |
| Frederick Luehring      | USA             | 1974           |             |
| Harold Martin           | USA             | 1999           |             |
| Charles McCaffree       | USA             | 1976           |             |
| Norma Olsen             | USA             | 1998           |             |
| Javier Ostos            | Mexiko          | 1981           |             |
| William Phillips        | Australien      | 1997           |             |
| Bernardo Picornell      | Spanien         | 1993           |             |
| Béla Rajki              | Ungarn          | 1996           |             |
| Max Ritter              |                 |                |             |
| Billy Rose              | USA             | 1995           |             |
| Ray Rude                | USA             | 1992           |             |
| Sebastian Salinas Abril | Peru            | 1999           |             |
| Al Schoenfield          | USA             | 1985           |             |
| Charles Silvia          | USA             | 1976           |             |
| Jackson Smith           | USA             | 1983           |             |
| Charles Steedman        | Verein. Königr. | 2000           |             |
| Monfieur Thevenot       | Frankreich      | 1990           |             |
| Nick Thierry            | Kanada          | 2001           |             |
| Kenneth Treadway        | USA             | 1983           |             |
| John Trudgen            | Verein. Königr. | 1974           |             |
| Ross Wales              | USA             | 2004           |             |
| Alick Wickham           | Salomonen       | 1974           |             |
| Esther Williams         | USA             | 1966           |             |
| William Wilson          | Verein. Königr. | 2003           |             |

Ebenfalls als Förderer des Schwimmsports aufgenommen, aber in einer anderen Kategorie gelistet sind:
- Mary Freeman (Trainer)
- Hjalmar Johansson (Wasserspringer)
- Dezső Lemhényi (Wasserballspieler)
- Alice Lord (Schwimmer)
- Lillian MacKellar (Trainer)
- David Robertson (Trainer)
- Gus Sundstrom (Trainer)
- Otto Wahle (Schwimmer)